# Gasparo Gozzi

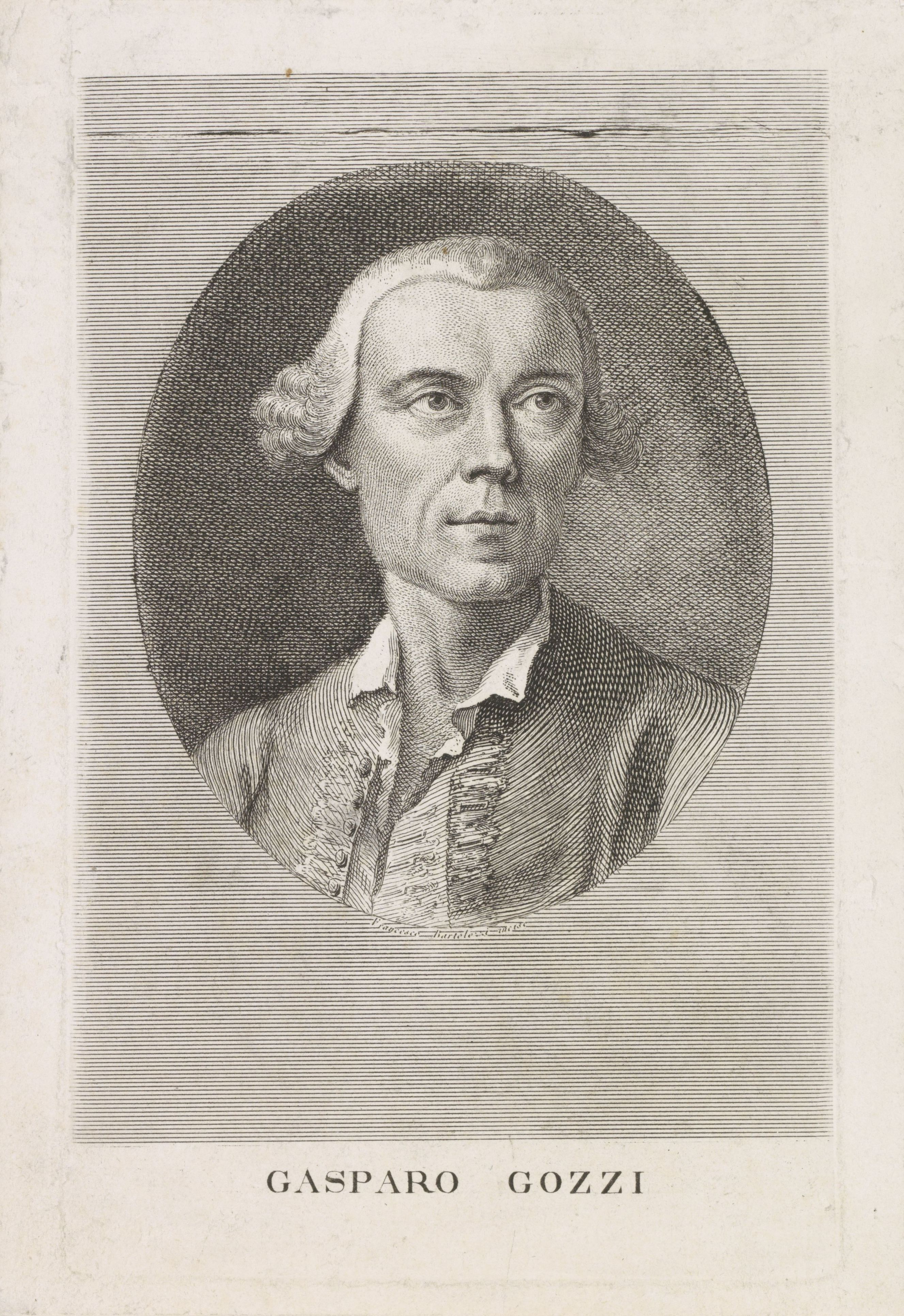
Gasparo Gozzi.

Gasparo Gozzi, född 4 december 1713 i Venedig, död 26 december 1786 i Padua, var en italiensk greve och författare, bror till Carlo Gozzi.
Gozzi utövade en betydlig litterär verksamhet samt räknas som en av sin tids förnämsta pennor. För att förbättra sin ekonomiska ställning förmåddes han av sin fru, den även som författarinna bekanta Luisa Bergalli, att bli direktör för San Angelo, för vilket han redan tidigare översatt franska dramer, men han försämrade i stället sin ställning och förvärvade en bättre ekonomisk sådan först då han 1774 blev censor i Padua. 
Gozzi var anhängare av de nyare folkliga idéerna och förberedde genom sin samhällskritik den italienska nationens återuppväckelse. Han vann också ett berömt namn som litterär kritiker. Af stor betydelse var särskilt hans tidskrifter, "Gazetta Veneta" och i synnerhet "L'osservatore", en efterföljare till Joseph Addisons "Spectator", som började utges i Venedig 1761. Karakteristiskt är hans försvar för Dantes poesi, Difesa di Dante, som angreps av Bettinelli 1758. 

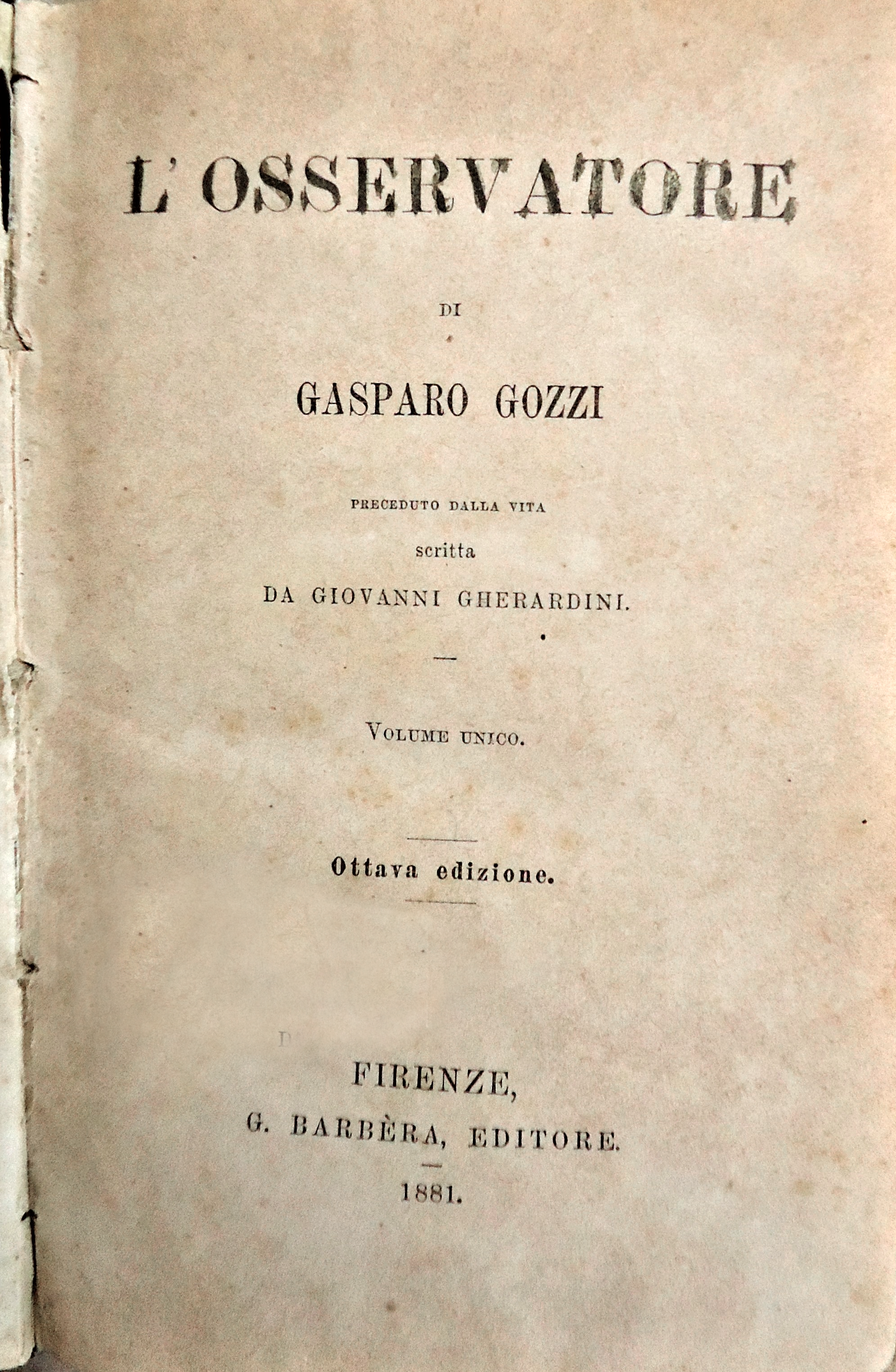
Gasparo Gozzi, L'Osservatore, La Barbèra editore, 1881

Han författade dessutom synnerligen eleganta och fina skämtdikter och Sermoni, på rimlös vers (1750-55), i vilka han efterliknar Chiabrera. Likaledes har man en samling brev av honom, Lettere famigliari. Gozzis samlade arbeten föreligger i flera upplagor, exempelvis av 1794 och 1832; dessutom specialupplagor av "L'osservatore" (av Gherardini med Gozzis biografi 1821, av Govio 1873 och av Tommaseo 1875, som även skrivit Della vita e degli scritti di Gasparo Gozzi 1849).